# Kimi Antonelli
Andrea Kimi Antonelli (phát âm tiếng Ý: [anˈdrɛ.a ˈki.mi an.toˈnɛl.li], sinh ngày 25 tháng 8 năm 2006), thường gọi đơn giản là Kimi Antonelli, là một tay đua ô tô chuyên nghiệp người Ý hiện đang thi đấu tại giải đua xe Công thức 1 cho Mercedes.
Antonelli đã giành được nhiều danh hiệu xe đua một chỗ ngồi trong suốt sự nghiệp của mình, cụ thể là Giải đua xe Công thức 4 Ý và Giải đua xe Công thức 4 ADAC với Prema, Giải đua xe Công thức khu vực Trung Đông 2023 với Mumbai Falcons và Giải đua xe Công thức khu vực châu Âu 2023 với Prema. 

## Thiếu thời
Andrea Kimi Antonelli sinh ngày 25 tháng 8 năm 2006 tại Bologna, Ý. Cha anh, Marco Antonelli, là một cựu tay đua và chủ sở hữu của đội đua AKM Motorsport tại Giải đua xe Công thức 4 Ý. Antonelli mang tên đệm giống như tên riêng của Kimi Räikkönen, nhà vô địch Công thức 1 năm 2007, vì một người bạn của gia đình đặt cho anh vì cha anh muốn anh có một cái tên nước ngoài sau cái tên 'Andrea'. Khi còn nhỏ, Antonelli đã theo học tại trường ITCS Gaetano Salvemini ở Casalecchio di Reno và học cách giao tiếp tiếng Anh lưu loát trong những chuyến đi đến các chặng đua. Ban đầu, cha anh muốn anh chơi bóng đá ở Ý trước khi đưa anh vào môn đua xe kart vì Antonelli thể hiện niềm đam mê lớn hơn với đua xe thể thao.

## Sự nghiệp đua xe

### Kart
Antonelli bắt đầu đua xe kart từ lúc 7 tuổi và đã thành công ở một số hạng mục trong bộ môn này. Anh đã giành chiến thắng tại Easykart International Grand Final (Easy 60), South Garda Winter Cup, WSK Champions Cup, WSK Super Master Series, WSK Euro Series, và đã giành chức vô địch CIK-FIA Karting European Championship hai lần liên tiếp vào năm 2020 và 2021.

### Công thức 4

#### Giải đua xe Công thức 4 Ý

##### Mùa giải 2021

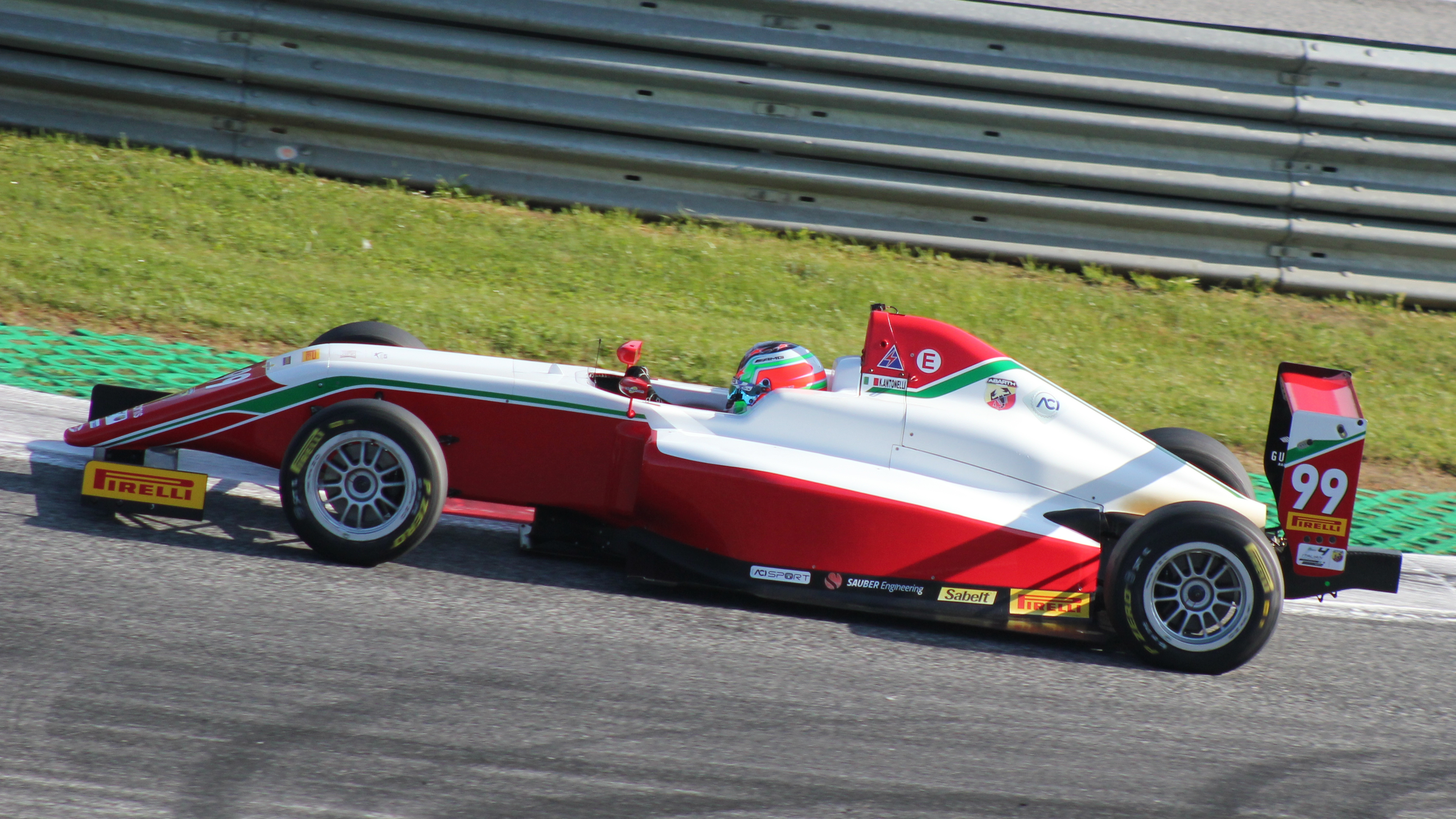
Antonelli thi đấu tại Giải đua xe Công thức 4 Ý 2021 tại Red Bull Ring.

Vào năm 2021, Antonelli ra mắt môn thể thao đua xe một chỗ ở vòng thứ năm của Giải đua xe Công thức 4 Ý 2021 cho Prema tại Red Bull Ring. Anh đã có khởi đầu mùa giải tốt khi ghi được bốn điểm với tư cách là tay đua tân binh xuất sắc nhất trong cuộc đua đầu tiên. Antonelli lại ghi điểm ở vòng tiếp theo tại Mugello. Trong chặng đua cuối tuần tại trường đua Monza, anh đã có một bước đột phá khi giành vị trí thứ hai trong cuộc đua đầu tiên sau một cuộc tranh đấu khó khăn với tay đua dẫn đầu giải đua xe là Oliver Bearman và giành được hai vị trí thứ ba để khép lại buổi đua cuối tuần. Antonelli kết thúc chung cuộc ở vị trí thứ mười trên bảng xếp hạng mặc dù đã bỏ lỡ phần lớn mùa giải, chỉ kém 6 điểm so với tay đua Prema khác là Conrad Laursen, và cán đích thứ tư trên bảng xếp hạng các tay đua tân binh với bốn chiến thắng trong hạng mục đó.

#### Mùa giải 2022

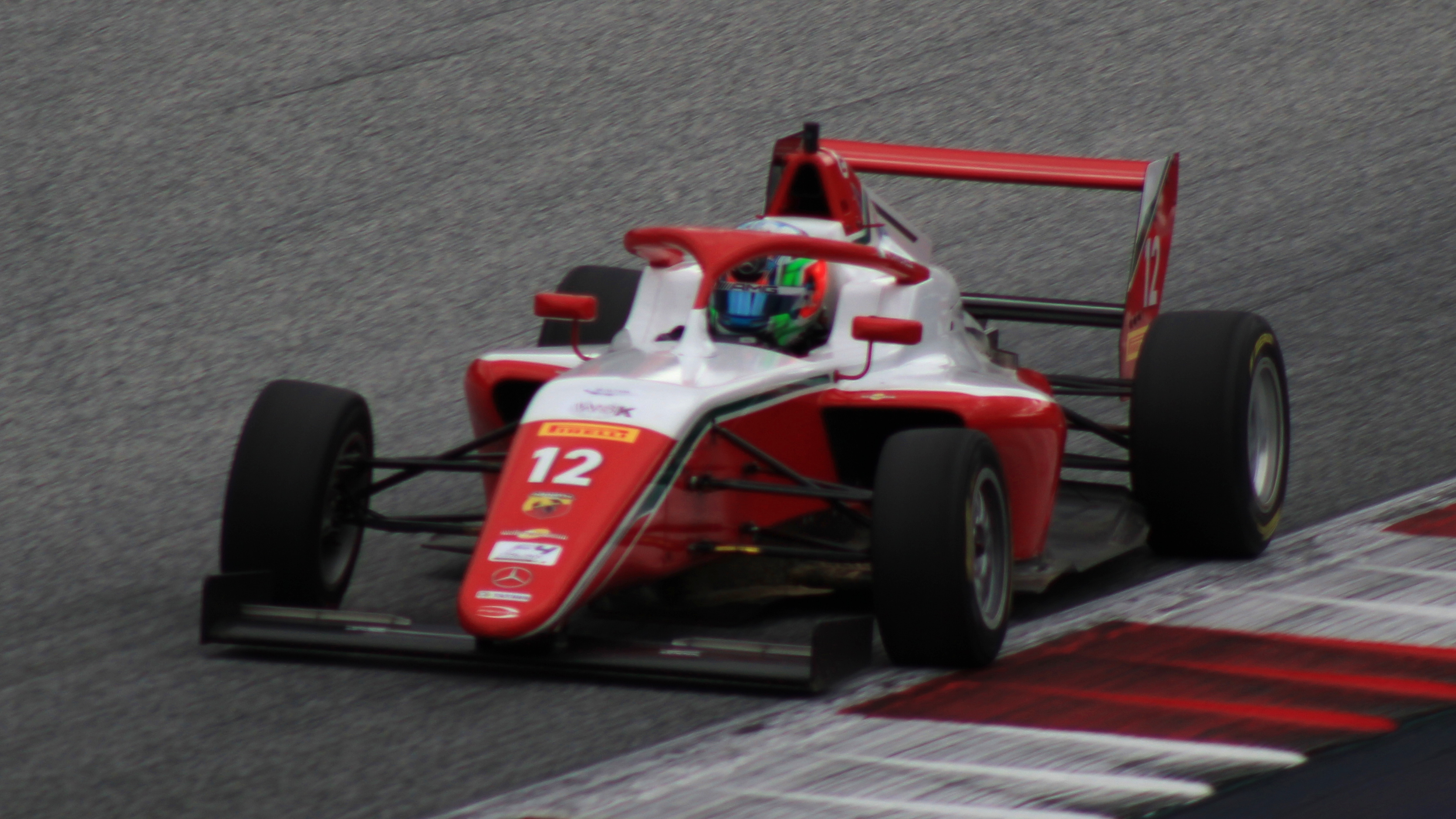
Antonelli thi đấu tại Giải đua xe Công thức 4 Ý 2022 tại Red Bull Ring

Năm 2022, Antonelli ở lại Prema để tiếp tục tham gia Giải đua xe Công thức 4 Ý. Anh đua với Charlie Wurz, Conrad Laursen và các thành viên của Học viện Tay đua Ferrari (Ferrari Driver Academy) là James Wharton và Rafael Câmara. Antonelli khởi đầu mùa giải khá thất vọng khi phải bỏ cuộc trong chặng đua mở màn mùa giải ở Imola sau sự cố hộp số. Mũi xe của anh bị hư hỏng sau khi anh đâm vào đá lề đường ở Cuộc đua 2 và anh bị phạt vì va chạm với đồng đội Wharton ở Cuộc đua 3 khiến anh tụt xuống thứ vị trí thứ 10 từ vị trí thứ 4. Tuy nhiên, anh đã thành công liên tiếp với hai chiến thắng tại Misano và ba chiến thắng tại Spa-Francorchamps và Vallelunga. Anh giành lợi thế vô địch với một chiến thắng nữa tại Spielberg và Monza. Sau mùa giải 2022, Antonelli đã giành chức vô địch khi giành chiến thắng trong Cuộc đua 1 ở Mugello. Anh tiếp tục giành chiến thắng trong hai cuộc đua còn lại của mùa giải và lập kỷ lục 13 chiến thắng trong suốt mùa giải.

#### Giải đua xe Công thức 4 Các Tiểu vương quốc Ả Rập thống nhất
Để chuẩn bị cho mùa giải chính vào năm 2022, Antonelli đã tham gia tại một số chặng đua theo khuôn khổ Giải đua xe Công thức 4 Các Tiểu vương quốc Ả Rập Thống nhất. Anh đã cán đích ở vị trí thứ ba trong cuộc đua giành cúp được hỗ trợ bởi ban tổ chức của Giải đua ô tô Công thức 1 Abu Dhabi 2021. Trong giải vô địch chính, Antonelli chỉ được phép tham gia vòng ba nhưng vì Rafael Câmara gặp vấn đề sức khỏe, Antonelli đã phải thay thế Câmara trong chặng đua mở màn mùa giải. Antonelli đã giành ba chiến thắng liên tiếp nhưng đã đánh mất chiến thắng cuối cùng vì bị phạt. Antonelli lên bục trao giải ở vòng 3 và anh đã cán đích ở vị trí thứ 8 trên bảng xếp hạng mặc dù đã bỏ lỡ hơn một nửa mùa giải.

#### Giải đua xe Công thức 4 ADAC

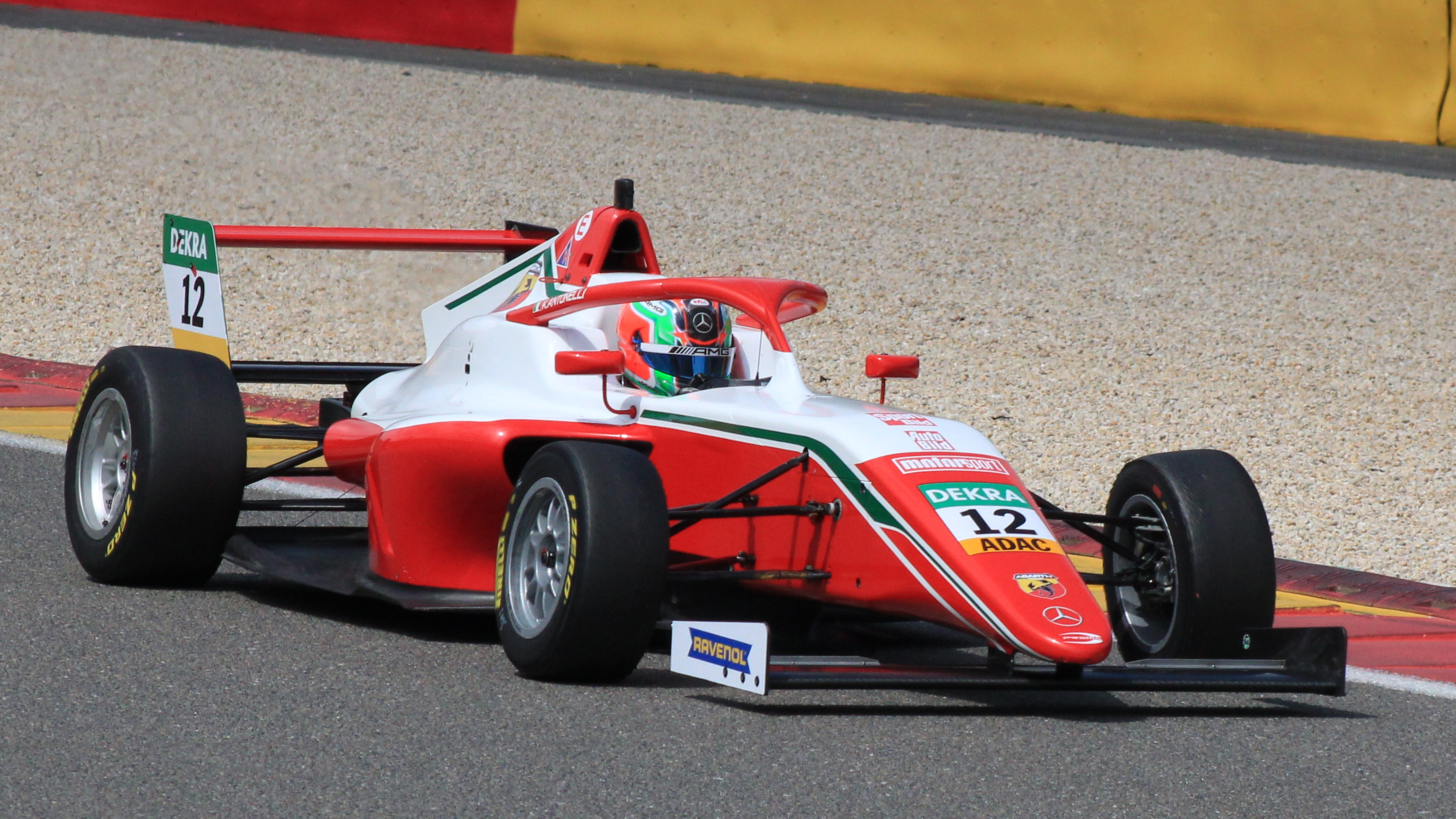
Antonelli thi đấu tại Giải đua xe Công thức 4 ADAC tại Spa-Francorchamps

Năm 2022, Antonelli đua tại Giải đua xe Công thức 4 ADAC, song song với mùa giải Giải đua xe Công thức 4 Ý của mình. Anh đã giành hai chiến thắng ở vòng 1 ở Spa-Francorchamps và giành chiến thắng, vị trí pole và vòng đua nhanh nhất tại tất cả các cuộc đua vòng 2 ở Hockenheim. Tại vòng thứ ba ở Zandvoort, anh đã giành hai vị trí pole, hai vòng đua nhanh nhất và hai chiến thắng trong hai cuộc đua đầu tiên. Thế nhưng, anh đã bỏ lỡ cú hat-trick chiến thắng sau khi cán đích với khoảng cách 0,058 giây sau Conrad Laursen trong cuộc đua Reverse Grid Race 3. Mặc dù bỏ lỡ vòng đua áp chót tại Lausitzring, Antonelli đã vô địch giải đua sau khi giành chiến thắng trong hai chặng đua đầu tiên trong vòng cuối cùng bị ảnh hưởng bởi thời tiết tại Nürburgring.

#### Motorsport Games - Cúp Công thức 4
Vào tháng 10 năm 2022, Antonelli đại diện cho đội tuyển Ý tại giải đua Cúp Công thức 4 (tiếng Anh: Formula Cup 4) của FIA Motorsport Games. Anh đã giành chiến thắng chung cuộc trong vòng phân hạng và chặng đua chính mặc dù cổ tay trái bị gãy do va chạm gần cuối vòng phân hạng.

### Giải đua xe Công thức khu vực Trung Đông
Antonelli ra mắt tại Giải đua xe Công thức khu vực Trung Đông 2023 cho đội đua Mumbai Falcons Racing Limited. Anh khởi đầu mùa giải với ba vị trí thứ hai trong hai vòng mở màn, khiến anh giành được vị trí dẫn đầu giải vô địch ngay từ đầu. Anh giành chiến thắng tại Giải đua xe Công thức khu vực Trung Đông ở các vòng thứ ba và thứ tư tại Kuwait và Dubai, qua đó nới rộng thêm khoảng cách dẫn đầu. Antonelli giành chức vô địch trước Taylor Barnard của PHM Racing tại chặng đua cuối cùng.

### Giải đua xe Công thức khu vực châu Âu

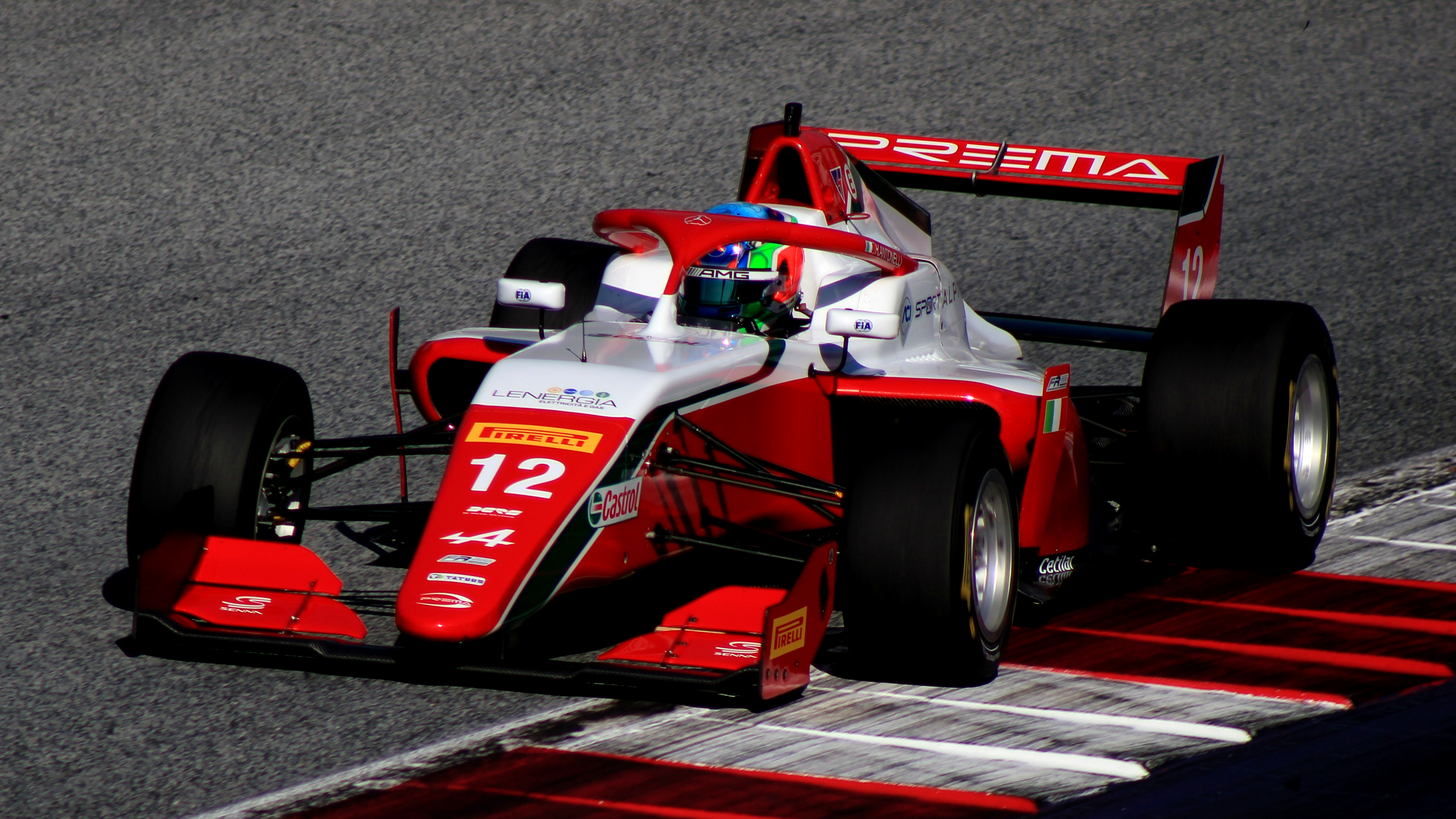
Antonelli tham gia Giải đua xe Công thức khu vực châu Âu năm 2023 tại Red Bull Ring

Antonelli chuyển đến Giải đua xe Công thức khu vực châu Âu và tiếp tục gắn bó với Prema trong mùa giải 2023 cùng các đồng đội Lorenzo Fluxá và đối thủ Công thức 4 là Rafael Câmara. Anh khởi đầu mùa giải với vị trí thứ hai tại Imola và hai lần về đích ở vị trí thứ hai tại Barcelona. Tại chặng đua ở Hungary, anh đã mất chiến thắng đầu tiên tại giải đua này vì gặp phải một vấn đề kỹ thuật. Antonelli giành chiến thắng đầu tiên tại giải đua này trong cuộc đua thứ hai tại Spa-Francorchamps bị ảnh hưởng bởi sự ra đi của Dilano van 't Hoff trong một vụ tai nạn chết người.
Antonelli giành chiến thắng liên tiếp ở Paul Ricard và Mugello và trở thành người dẫn đầu giải đua xe trước Martinius Stenshorne. Anh cán đích ở vị trí thứ ba ở Áo, giành chiến thắng trong các cuộc đua liên tiếp ở Monza mặc dù mất chiến thắng tại Cuộc đua 1 do một án phạt cho việc sử dụng hệ thống đẩy để vượt bất hợp pháp. Sau khi giành chiến thắng trong cuộc đua thứ hai ở Zandvoort, Antonelli đã chính thức trở thành nhà vô địch Giải đua xe Công thức khu vực châu Âu thứ ba của Alpine sau Grégoire Saucy và Dino Beganovic. Antonelli sau đó đã dành tặng chức vô địch của mình cho cố tay đua Van 't Hoff. Trong suốt Giải đua xe Công thức khu vực châu Âu 2023, Antonelli giành được 5 chiến thắng, lên bục vinh quang 6 lần và kết thúc mùa giải với tư cách là nhà vô địch với khoảng cách 39 điểm trước đối thủ Stenshore.

### Công thức 1
Tháng 4 năm 2019, Antonelli đã gia nhập Đội trẻ Mercedes (Mercedes Junior Team). Vào ngày 17 tháng 4 năm 2024, Antonelli đã có buổi lái thử đầu tiên với đội khi điều khiển chiếc Mercedes-AMG F1 W12 E Performance tại Red Bull Ring. Hai tuần sau đó, anh có buổi lái thử tại Imola với chiếc Mercedes-AMG F1 W13 E Performance và điều khiển được với tổng quãng đường là 500 km. Do thành tích kém của Logan Sargeant tại Williams và một quy định mới cho phép các tay đua tham gia Công thức 1 ở độ tuổi tối thiểu là 17, Antonelli được cho là người thay thế Sargeant vào giữa mùa giải 2024. Thế nhưng, Mercedes đã phủ nhận điều đó và đã đề xuất Mick Schumacher thế chỗ Sargeant.
Antonelli ra mắt tại một phiên chặng đua Công thức 1 cuối tuần tại Giải đua ô tô Công thức 1 Ý 2024 khi tham gia buổi đua thử đầu tiên. Antonelli mất lái ở khúc cua Parabolica, đâm vào tường chắn và phải bỏ cuộc buổi đua thử sớm.

#### Đội đua Mercedes (2025)
Antonelli dự kiến sẽ đua cho Đội đua Mercedes trong Giải đua xe Công thức 1 2025 cùng với George Russell, chính thức thay thế tay đua sắp rời đi là Lewis Hamilton.

## Phong cách đua xe
Antonelli được coi là một trong những tài năng xuất sắc nhất môn đua xe bánh hở. Lãnh đội Mercedes Toto Wolff đã ủng hộ Antonelli kể từ sự nghiệp đua xe kart của anh và đã lên tiếng về việc anh sẽ đua cho đội ở Công thức 1 vào năm 2025 hoặc 2026 để thế chỗ Lewis Hamilton, điều mà Hamilton cũng khuyến khích. Antonelli cũng được coi là một tay đua nhanh nhẹn và ổn định thông qua các báo cáo của Mercedes.

## Thống kê sự nghiệp đua xe

### Bảng tóm tắt sự nghiệp đua xe
| Mùa giải | Giải đua                                                                               | Đội đua                       | Chặng đua       | Chiến thắng     | Vị trí pole     | Vòng đua nhanh nhất | Bục trao giải   | Tổng điểm       | Vị trí chung cuộc |
| -------- | -------------------------------------------------------------------------------------- | ----------------------------- | --------------- | --------------- | --------------- | ------------------- | --------------- | --------------- | ----------------- |
| 2021     | Giải đua xe Công thức 4 Ý                                                              | Prema Powerteam               | 9               | 0               | 0               | 0                   | 3               | 54              | Thứ 10            |
| 2021     | Giải đua xe Công thức 4 khu vực Trung Âu                                               | Prema Powerteam               | 2               | 0               | 0               | 0                   | 0               | 18              | Thứ 9             |
| 2021     | Giải đua xe Công thức 4 Các Tiểu vương quốc Ả Rập Thống nhất - Vòng Cúp (Trophy Round) | Abu Dhabi Racing by Prema     | 1               | 0               | 1               | 0                   | 1               | N/A             | Thứ 3             |
| 2022     | Giải đua xe Công thức 4 Ý                                                              | Prema Racing                  | 20              | 13              | 14              | 14                  | 15              | 362             | Thứ 1             |
| 2022     | Giải đua xe Công thức 4 ADAC                                                           | Prema Racing                  | 15              | 9               | 7               | 8                   | 12              | 313             | Thứ 1             |
| 2022     | Giải đua xe Công thức 4 Các Tiểu vương quốc Ả Rập Thống nhất                           | Prema Racing                  | 4               | 2               | 1               | 2                   | 4               | 117             | Thứ 8             |
| 2022     | Giải đua xe Công thức 4 Các Tiểu vương quốc Ả Rập Thống nhất                           | Abu Dhabi Racing by Prema     | 4               | 0               | 0               | 1                   | 1               | 117             | Thứ 8             |
| 2022     | FIA Motorsport Games - Cúp Công thức 4                                                 | Đội tuyển Ý (Team Italy)      | 1               | 1               | 1               | 1                   | 1               | N/A             | Thứ 1             |
| 2023     | Giải đua xe Công thức khu vực Trung Đông                                               | Mumbai Falcons Racing Limited | 15              | 3               | 3               | 5                   | 7               | 192             | Thứ 1             |
| 2023     | Giải đua xe Công thức khu vực châu Âu                                                  | Prema Racing                  | 20              | 5               | 4               | 5                   | 11              | 300             | Thứ 1             |
| 2023     | Italian GT Sprint Championship - GT3 Pro                                               | AKM Motorsport                | 2               | 1               | 1               | 2                   | 2               | 32              | Thứ 8             |
| 2024     | Công thức 2                                                                            | Prema Racing                  | 18              | 2               | 0               | 4                   | 2               | 85*             | Thứ 6*            |
| 2024     | Công thức 1                                                                            | Mercedes-AMG Petronas F1 Team | Tay đua lái thử | Tay đua lái thử | Tay đua lái thử | Tay đua lái thử     | Tay đua lái thử | Tay đua lái thử | Tay đua lái thử   |

Chú thích
- *Mùa giải đang diễn ra
- N/A: Số điểm chưa biết/chưa xác định

### Thống kê kết quả chi tiết

#### Giải đua xe Công thức 4 Các Tiểu vương quốc Ả Rập thống nhất
| Mùa giải | Đội đua                   | 1      | 2      | 3      | 4      | 5      | 6      | 7      | 8      | 9      | 10     | 11     | 12     | 13     | 14     | 15     | 16     | 17     | 18     | 19     | 20     | Vị trí chung cuộc | Tổng điểm |
| -------- | ------------------------- | ------ | ------ | ------ | ------ | ------ | ------ | ------ | ------ | ------ | ------ | ------ | ------ | ------ | ------ | ------ | ------ | ------ | ------ | ------ | ------ | ----------------- | --------- |
| 2022     | Prema Racing              | YMC1 1 | YMC1 2 | YMC1 3 | YMC1 4 | DUB1 1 | DUB1 2 | DUB1 3 | DUB1 4 | DUB2 1 | DUB2 2 | DUB2 3 | DUB2 4 | DUB3 1 | DUB3 2 | DUB3 3 | DUB3 4 | YMC2 1 | YMC2 2 | YMC2 3 | YMC2 4 | Thứ 8             | 117       |
| 2022     | Prema Racing              | 1      | 1F     | 3P     | 2F     |        |        |        |        |        |        |        |        |        |        |        |        |        |        |        |        | Thứ 8             | 117       |
| 2022     | Abu Dhabi Racing by Prema |        |        |        |        | 4      | Ret    | 10     | 2F     |        |        |        |        |        |        |        |        |        |        |        |        | Thứ 8             | 117       |

#### Giải đua xe Công thức 4 ADAC
| Mùa giải | Đội đua      | 1     | 2     | 3     | 4     | 5     | 6     | 7     | 8     | 9     | 10     | 11     | 12     | 13    | 14    | 15    | 16     | 17     | 18     | Vị trí chung cuộc | Tổng điểm |
| -------- | ------------ | ----- | ----- | ----- | ----- | ----- | ----- | ----- | ----- | ----- | ------ | ------ | ------ | ----- | ----- | ----- | ------ | ------ | ------ | ----------------- | --------- |
| 2022     | Prema Racing | SPA 1 | SPA 2 | SPA 3 | HOC 1 | HOC 2 | HOC 3 | ZAN 1 | ZAN 2 | ZAN 3 | NÜR1 1 | NÜR1 2 | NÜR1 3 | LAU 1 | LAU 2 | LAU 3 | NÜR2 1 | NÜR2 2 | NÜR2 3 | Thứ 1             | 313       |
| 2022     | Prema Racing | 1P    | 1PF   | 4     | 1PF   | 1PF   | 1F    | 1PF   | 1PF   | 2     | 2PF    | 2F     | 4      |       |       |       | 1      | 1      | 6      | Thứ 1             | 313       |

#### FIA Motorsport Games
| Năm  | Đội                      | Cúp         | Vòng phân hạng | Cuộc đua vòng phân hạng | Cuộc đua chính |
| ---- | ------------------------ | ----------- | -------------- | ----------------------- | -------------- |
| 2022 | Đội tuyển Ý (Team Italy) | Công thức 4 | Thứ 1          | Thứ 1                   | Thứ 1          |

#### Giải đua xe Công thức khu vực Trung Đông
| Mùa giải | Đội đua                       | 1      | 2      | 3      | 4      | 5      | 6      | 7      | 8      | 9      | 10     | 11     | 12     | 13    | 14    | 15    | Vị trí chung cuộc | Tổng điểm |
| -------- | ----------------------------- | ------ | ------ | ------ | ------ | ------ | ------ | ------ | ------ | ------ | ------ | ------ | ------ | ----- | ----- | ----- | ----------------- | --------- |
| 2023     | Mumbai Falcons Racing Limited | DUB1 1 | DUB1 2 | DUB1 3 | KUW1 1 | KUW1 2 | KUW1 3 | KUW2 1 | KUW2 2 | KUW2 3 | DUB2 1 | DUB2 2 | DUB2 3 | ABU 1 | ABU 2 | ABU 3 | Thứ 1             | 192       |
| 2023     | Mumbai Falcons Racing Limited | 4      | 6F     | 2P     | 2F     | Ret    | 2      | 1      | 1      | 4      | 1PF    | 10     | 4      | 15P   | 13F   | 2F    | Thứ 1             | 192       |

#### Giải đua xe Công thức khu vực châu Âu
| Mùa giải | Đội đua      | 1     | 2     | 3     | 4     | 5     | 6     | 7     | 8     | 9     | 10    | 11    | 12    | 13    | 14    | 15    | 16    | 17    | 18    | 19    | 20    | Vị trí chung cuộc | Tổng điểm |
| -------- | ------------ | ----- | ----- | ----- | ----- | ----- | ----- | ----- | ----- | ----- | ----- | ----- | ----- | ----- | ----- | ----- | ----- | ----- | ----- | ----- | ----- | ----------------- | --------- |
| 2023     | Prema Racing | IMO 1 | IMO 2 | CAT 1 | CAT 2 | HUN 1 | HUN 2 | SPA 1 | SPA 2 | MUG 1 | MUG 2 | LEC 1 | LEC 2 | RBR 1 | RBR 2 | MNZ 1 | MNZ 2 | ZAN 1 | ZAN 2 | HOC 1 | HOC 2 | Thứ 1             | 300       |
| 2023     | Prema Racing | 2     | Ret   | 2PF   | 2F    | 5     | 6     | 4     | 1     | 2     | 1PF   | 5     | 1PF   | 4     | 3     | 11    | 1P    | 2     | 1PF   | 6     | 6     | Thứ 1             | 300       |

#### Công thức 1
| Mùa giải | Đội đua                       | Xe đua                            | 1   | 2   | 3   | 4   | 5   | 6   | 7   | 8   | 9   | 10  | 11  | 12  | 13  | 14  | 15  | 16  | 17  | 18  | 19  | 20  | 21  | 22  | 23  | 24  | Vị trí chung cuộc | Tổng điểm |
| -------- | ----------------------------- | --------------------------------- | --- | --- | --- | --- | --- | --- | --- | --- | --- | --- | --- | --- | --- | --- | --- | --- | --- | --- | --- | --- | --- | --- | --- | --- | ----------------- | --------- |
| 2024     | Mercedes-AMG Petronas F1 Team | Mercedes-AMG F1 W15 E Performance | BHR | SAU | AUS | JPN | CHN | MIA | EMI | MON | CAN | ESP | AUT | GBR | HUN | BEL | NED | ITA | AZE | SIN | USA | MXC | SAP | LVG | QAT | ABU | –                 | –         |
| 2024     | Mercedes-AMG Petronas F1 Team | Mercedes-AMG F1 W15 E Performance |     |     |     |     |     |     |     |     |     |     |     |     | TD  |     |     |     |     |     |     |     |     |     |     |     | –                 | –         |

Chú thích mở rộng cho các bảng kết quả chi tiết
| Chú thích                | Chú thích                                |
| Màu                      | Ý nghĩa                                  |
| ------------------------ | ---------------------------------------- |
| Vàng                     | Chiến thắng                              |
| Bạc                      | Hạng 2                                   |
| Đồng                     | Hạng 3                                   |
| Xanh lá                  | Các vị trí ghi điểm khác                 |
| Xanh dương               | Được xếp hạng                            |
| Xanh dương               | Không xếp hạng, có hoàn thành (NC)       |
| Tím                      | Không xếp hạng, bỏ cuộc (Ret)            |
| Đỏ                       | Không phân hạng (DNQ)                    |
| Đen                      | Bị loại khỏi kết quả (DSQ)               |
| Trắng                    | Không xuất phát (DNS)                    |
| Trắng                    | Chặng đua bị hủy (C)                     |
|                          | Không đua thử (DNP)                      |
| Loại trừ (EX)            |                                          |
| Không đến (DNA)          |                                          |
| Rút lui (WD)             |                                          |
| Không tham gia (ô trống) |                                          |
| Ghi chú                  | Ý nghĩa                                  |
| P                        | Giành vị trí pole                        |
| Số mũ cao                | Vị trí giành điểm tại chặng đua nước rút |
| F                        | Vòng đua nhanh nhất                      |